# Fotbal Club FCSB
Il FC Steaua Bucarest, denominato fino al 2017 Fotbal Club Steaua București (in italiano usualmente Steaua Bucarest) e conosciuto come Steaua, noto attualmente come FCSB, è una società calcistica rumena di Bucarest.
Fondata nel 1947 - a seguito della liquidazione forzata del FC Carmen Bucarest - come sezione della polisportiva Asociația Sportivă a Armatei București (poi divenuta Clubul Sportiv al Armatei Steaua București), legata all'esercito rumeno, se n'è distaccata nel 1998 costituendosi in club privato.
Avendo vinto 28 campionati, 23 coppe e 7 supercoppe nazionali, è la squadra più titolata del proprio paese, oltre ad aver trascorso la propria intera storia in massima serie. È anche il club rumeno di maggior successo a livello internazionale. La Steaua è infatti l'unica squadra rumena ad aver vinto due trofei europei, la Coppa dei Campioni nel 1985-86 - prima società proveniente dall'Europa orientale a riuscirci - e la Supercoppa europea nel 1986. Altri piazzamenti internazionali di rilievo sono la finale di Coppa Intercontinentale disputata nel 1986, la finale di Coppa dei Campioni raggiunta nel 1988-89, la semifinale di Coppa dei Campioni raggiunta nel 1987-1988 e la semifinale di Coppa UEFA ottenuta nel 2005-2006.
La corrente denominazione è il frutto dei fatti avvenuti tra il 2014 ed il 2017, allorché il Ministero della Difesa rumeno contestò la legittimità della privatizzazione, fino a riottenere la proprietà esclusiva sui marchi e sul nome Steaua, obbligando la società a cambiare ufficialmente nome in FCSB. Nel 2017 l'esercito rifondò, pertanto, la sezione calcistica della propria società sportiva, avvalendosi di nome e marchio originari e facendola ripartire dalla Liga IV, quarta serie del campionato rumeno, oltre a proporsi come legittima detentrice della vecchia tradizione sportiva della Steaua.
La UEFA e la federcalcio rumena non condividono, tuttavia, quest'ultimo punto e, a dispetto della perdita di nome e marchio, riconoscono l'FCSB come legittima depositaria del palmarès e della storia calcistica della Steaua.

## Storia

### Esordi (1947-1949)
La Steaua venne fondata il 7 giugno 1947 come Asociația Sportivă a Armatei ("Associazione Sportiva dell'Esercito") su iniziativa di alcuni ufficiali della Casa Reale di Romania. L'istituzione avvenne a seguito di un decreto firmato dal generale Mihail Lascăr, alto comandante dell'Armata Reale rumena. Il nome del club era ASA Bucarest ed era una società sportiva con sette sezioni iniziali, tra cui la sezione calcio, allenata da Coloman Braun-Bogdan. La ASA fu rinominata CSCA nel 1948 e CCA nel 1950.
Nel 1949 la CSCA vinse il suo primo trofeo, la Coppa di Romania, battendo 2-1 in finale il CSU Cluj.

### Gli anni d'oro della CCA (1950-1960)

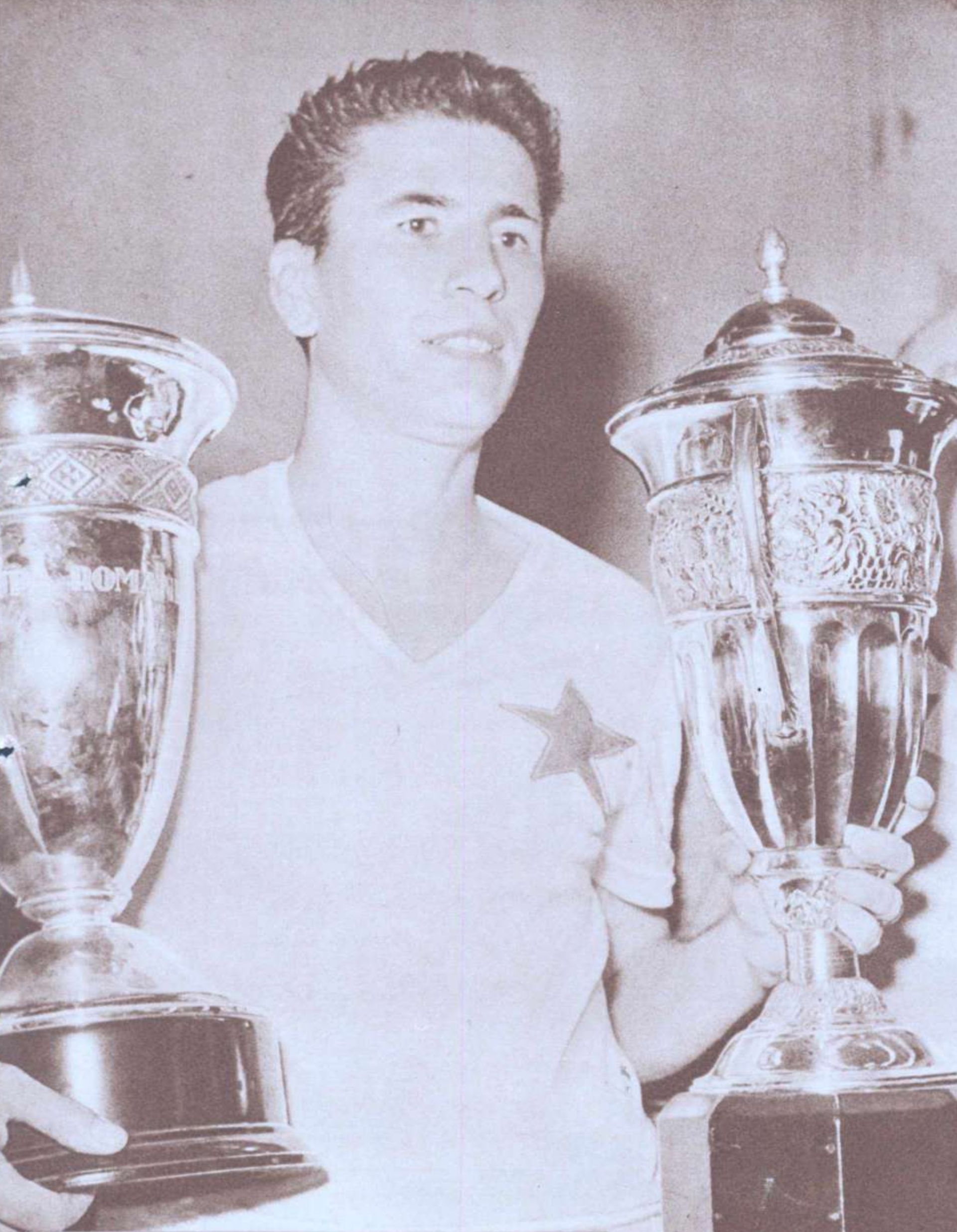
Gheorghe Constantin, soprannominato Il Professore, storico capitano della Steaua nei primi anni sessanta.

Con il nome CCA (Casa Centrală a Armatei) il club riuscì a vincere tre campionati di fila, nel 1951, nel 1952 e nel 1953, insieme alla prima coppa, nel 1951. Negli anni 1950 furono l'epoca d'oro della CCA, divenuta famosa a livello nazionale. Nel 1956 la nazionale romena, composta esclusivamente da giocatori della CCA, affrontò e sconfisse per 1-0 la Jugoslavia a Belgrado. Nello stesso anno la CCA, allenata da Ilie Savu, fu la prima squadra rumena a partecipare a un torneo in Inghilterra, dove ottenne risultati degni di nota contro squadre del calibro del Luton Town (4-3), dell'Arsenal (1-1), dello Sheffield Wednesday (3-3) e del Wolverhampton (5-0).

### La Steaua (1960-1985)
Alla fine del 1960 la CCA cambiò il suo nome ancora una volta in CSA (Clubul Sportiv al Armatei). Il nome Steaua ("Stella" in rumeno) le venne assegnato nel 1961. Seguì un periodo relativamente modesto di quasi due decenni, in cui il club vinse solo tre campionati, ma ben nove coppe nazionali, grazie alle quali si guadagnò il soprannome di specialista delle coppe.
Dal dopoguerra alla fine degli anni settanta la Steaua vinse 9 Campionati e 13 Coppe di Romania, senza mai retrocedere in seconda divisione ed avviando un'accesa rivalità con la Dinamo, l'altra grande squadra di Bucarest. La Steaua raggiunse i quarti di finale di Coppa delle Coppe 1971-1972 sconfiggendo il Barcellona, ma fu eliminata dal Bayern Monaco di Franz Beckenbauer, pur pareggiando i due incontri (1-1 e 0-0).
Con l'inizio degli anni ottanta la Steaua cadde in una grave crisi: la mancanza di fondi (statali) e la dirigenza non all'altezza provocarono un lungo digiuno di successi fino all'arrivo di Emerich Jenei, con cui, a sette anni dall'ultimo titolo nazionale, la Steaua tornò a vincere il campionato nella stagione 1984-85.

### I successi internazionali (1985-1989)
Siviglia, Stadio Sánchez-Pizjuán, 7 maggio 1986
 Steaua Bucarest -  Barcellona 2-0 d.c.r. (0-0 d.t.s.)
Rigori: Majearu (S) , Alexanko (B) , Bölöni (S)  Pedraza (B) , Lăcătuș (S) , Pichi Alonso (B) , Balint (S) , Marcos Alonso Peña (B) 
STEAUA: Duckadam, Iovan (C), Bărbulescu, Bumbescu, Bălan (72' Iordănescu), Belodedici, Lăcătuș, Majearu, Pițurcă (107' Radu), Balint, Bölöni
Allenatore: Emerich Jenei
BARCELLONA: Urruti, Gerardo, Migueli, Alberto, Muñoz, Alexanko (C), Carrasco, Schuster (85' Moratalla), Pedraza, Archibald (106' Pichi Alonso), Marcos Alonso Peña
Allenatore: Terry Venables
Arbitro:  Michel Vautrot
Spettatori: 70.000
Artefici del successo furono Anghel Iordănescu ed Emerich Jenei, allenatore di grandi doti strategiche che aveva preso le redini del club di Bucarest quando esso versava nella profonda crisi dei primi anni ottanta.
Jenei punta su un gruppo ben amalgamato, con giocatori di ottimo livello: tra essi brillano campioni quali il capitano Stoica, i goleador Pițurcă e Boloni, il regista Belodedici e, soprattutto, il portiere Duckadam.
Ma nessuno immagina la Steaua come possibile favorita per il titolo finale nella Coppa dei Campioni 1985-1986. Gli uomini di Jenei spiazzano tutti con un gioco forse non bello da vedere, ma profondamente efficace, attendista ed ostruzionistico, che cerca di impedire agli avversari di giocare per poi infilarli in contropiede.
I primi due turni (contro i danesi del Vejle Boldklub di Allan Simonsen e gli ungheresi dell'Honvéd) sono semplici formalità. Sulla carta parrebbe altrettanto facile anche la sfida dei quarti di finale, dove la Steaua è stata fortunosamente contrapposta ai finlandesi del Kuusysi Lahti, di gran lunga l'avversario più debole del lotto. Forse per questo gli uomini di Jenei prendono con leggerezza la sfida, e all'andata a Bucarest non riescono a perforare il muro difensivo eretto dagli avversari. La Steaua è così costretta alla trasferta in Finlandia con la qualificazione in bilico e nel match il Kuusysi si rende spesso pericoloso, fino alla stoccata vincente di Pițurcă, che regala la semifinale ai rumeni.
Qui la Steaua incontra i belgi dell'Anderlecht, favoriti per la qualificazione alla finale. All'andata, a Bruxelles, i rumeni puntano soprattutto a difendersi: vengono trafitti solo da una rete di Vincenzo Scifo, ma riportano a casa un passivo (1-0) recuperabile. E infatti nel match di ritorno la musica cambia: l'Anderlecht viene letteralmente travolto (3-0) dalla furia della Steaua, che si impone con una doppietta di Pițurcă e un gol di Balint.
La finale va in scena il 7 maggio 1986 allo stadio Ramón Sánchez Pizjuán di Siviglia, in Spagna, e la Steaua si trova di fronte proprio una compagine spagnola, il Barcellona, allenato da Terry Venables. I blaugrana sono nettamente favoriti, sia per il fatto di giocare in patria, sia per il maggior spessore tecnico, il grande carisma e la maggiore tradizione.

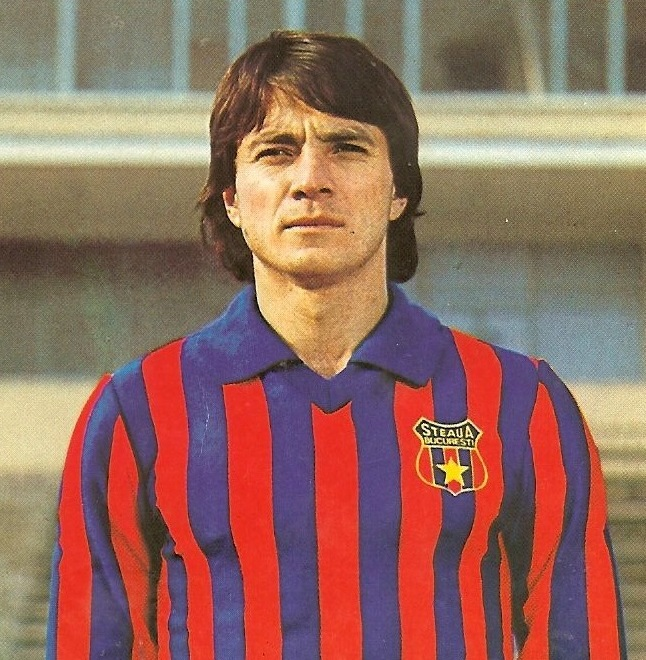
Tudorel Stoica, capitano della squadra tra il 1982 e il 1989.

Sospinti da oltre 70.000 tifosi (i rumeni sono invece pochissimi, a causa delle restrizioni sull'espatrio imposte dalla dittatura di Ceaușescu), i catalani vogliono vincere la loro prima Coppa dei Campioni, ma vengono ingabbiati dalla rete difensiva della Steaua, magistralmente pilotata da Bumbescu e Belodedici. La Steaua raggiunge il suo principale obiettivo: giocarsi la coppa ai calci di rigore. 
Qui fanno sfoggio delle proprie qualità i due portieri, Urruticoechea da una parte e Duckadam dall'altra, che neutralizzano i tentativi a rete rispettivamente dei romeni Majearu e Boloni e degli spagnoli Alesanco e Pedraza. Si presenta quindi sul dischetto il giovane rumeno Marius Lăcătuș (futuro giocatore della Fiorentina ed allenatore del club rumeno dal 2007 al 2009) che non sbaglia; l'incredibile Duckadam invece neutralizza anche il tiro di Pichi Alonso. Anche Balint realizza, lasciando a questo punto nelle mani di Duckadam il rigore decisivo. Per il Barcellona si presenta sul dischetto Marcos, ma il portiere romeno intercetta anche stavolta, mandando in tripudio un intero Paese.
La Steaua, composto da giocatori di rilievo come Lăcătuș, Boloni, Pițurcă, Belodedici, Bumbescu e Balint, fu la prima squadra dell’Europa dell’Est a vincere la Coppa dei Campioni.

Il fantasista Gheorghe Hagi in azione per la Steaua nel 1988

Da campione d'Europa la Steaua può arrotondare il bottino con la Coppa Intercontinentale e con la Supercoppa europea. Non riesce nella prima impresa, battuta 1-0 a Tokyo dagli argentini del River Plate, ma conquista la seconda, 1-0 con gol del giovane Gheorghe Hagi (futuro pilastro della Steaua), a spese della Dinamo Kiev di Valeri Lobanovski.
Due anni dopo il trionfo di Siviglia, la Steaua (allenata da Anghel Iordănescu) giunge in semifinale di Coppa dei Campioni 1987-1988, dove però viene eliminata (0-0 e 0-2) dai portoghesi del Benfica. L'anno dopo torna in finale, ancora una volta in Spagna, ma a Barcellona. Questa volta i rumeni affrontano il fortissimo Milan di Arrigo Sacchi. I sogni di gloria della Steaua vengono spenti da una pesante sconfitta per 4-0 con doppiette di Gullit e Van Basten.

### Era post-rivoluzione rumena (dal 1990)
Sempre ai vertici del calcio rumeno (ben 6 scudetti consecutivi dal 1992-1993 al 1997-1998), raggiunge i quarti di finale della Coppa delle Coppe nel 1992-1993. La squadra continua a dominare il campionato, mentre in Champions League viene quasi sempre eliminata nella fase a gironi, come nell'edizione 1995-1996.
Nel 1998 la squadra viene privatizzata e scorporata dalla società polisportiva dell'esercito, assumendo il nome di FC Steaua București. Cinque anni dopo, nel 2003, essa passa nelle mani del politico e uomo d'affari George "Gigi" Becali, che la gestisce in modo patriarcale.
La Steaua partecipa anche all'edizione 2004-2005 della Coppa UEFA, raggiungendo i quarti di finale, dove viene eliminata dal Villarreal con un risultato complessivo di 0-2 (0-0 andata; 0-2 ritorno).
Nella stagione 2005-2006 la Steaua sfiora l'impresa di tornare in una finale europea, precisamente di Coppa UEFA. Eliminata nel terzo turno preliminare di Champions League dai norvegesi del Rosenborg, è ripescata in Coppa UEFA. Qui supera il primo turno, per poi eliminare nei sedicesimi l'Heerenveen (3-1 e 0-1), negli ottavi il Betis (0-0 e 3-0) e nei quarti i concittadini del Rapid Bucarest (1-1 e 0-0). In semifinale si arrende al Middlesbrough: vinta l'andata in casa (1-0), in Inghilterra la Steaua si trova in vantaggio per 2-0, ma subisce un'incredibile rimonta del Boro (2-4; la Steaua si sarebbe qualificata anche perdendo per 2-3).
Nelle due stagioni successive la squadra torna a disputare la UEFA Champions League. Nella stagione 2006-2007 si trova in un girone di ferro costituito da Real Madrid, Lione e Dinamo Kiev. La prima partita del girone, Dinamo Kiev-Steaua, finisce 1-4 a favore della squadra rumena. Dopo questa brillante vittoria seguono altri due pareggi contro il Lione e la Dinamo Kiev. Aggiudicatasi il 3º posto, prosegue in Coppa UEFA, dove viene eliminata ai sedicesimi di finale dal Siviglia.
Nella stagione 2007-2008 la squadra rossoblu termina il cammino nel girone di Champions con un solo punto ottenuto, grazie ad un pareggio casalingo contro lo Slavia Praga, e quindi all'ultimo gradino del girone. Partecipano al girone anche l'Arsenal e il Siviglia. Sulla panchina della formazione di Bucarest si succedono, dal 2006, Cosmin Olăroiu, Gheorghe Hagi, Massimo Pedrazzini e Marius Lăcătuș. Nell'ottobre 2008, dopo le dimissioni di Lăcătuș per via della sconfitta in Champions League per 3-5 contro il Olympique Lione, è nominato allenatore Dorinel Munteanu.
Al terzo turno preliminare della Champions League 2008-2009 la Steaua vince contro il Galatasaray, qualificandosi per la fase finale a gironi, dove trova Lione, Bayern Monaco e Fiorentina. La squadra rumena riesce a collezionare pochi punti, senza vincere mai e chiudendo il gruppo in ultima posizione.
Per il 2009-2010 il nuovo allenatore Cristiano Bergodi attua un ringiovanimento della rosa e punta molto sull'apporto dei nuovi giovani molto promettenti come Tudose, Onicas, A. Ionescu e Ochiroșii. Inoltre adotta un gioco veloce, grazie alla rapidità delle fasce e delle punte Surdu e Stancu. Tali provvedimenti consentono di ottenere buoni risultati, tra i quali 6 vittorie in altrettante partite di Europa League.
Questo nuovo clima sereno di rinascita si guasta nel settembre 2009, dopo la partita di Europa League contro lo Sheriff Tiraspol, conclusasi 0-0, quando Gigi Becali decide di licenziare Bergodi, reo di non avergli permesso di entrare negli spogliatoi durante l'intervallo. Con l'arrivo di Mihai Stoichiță in panchina, nonostante questi abbia criticato il gioco di Bergodi come difensivo e abbia fatto propositi di una squadra ultra-offensiva, la squadra è carente sotto il profilo del gioco e non riesce ad essere prolifica sotto rete, realizzando appena 2 gol in 5 partite tra Liga I ed Europa League. Il campionato è anonimo come quello precedente e si chiude al sesto posto.
La stagione 2010-2011 è segnata da ben cinque avvicendamenti alla guida tecnica. Il 10 agosto 2010, in seguito alle dimissioni dell'allenatore Victor Pițurcă e dopo il tecnico ad interim Eduard Iordănescu (figlio di Anghel Iordănescu), Ilie Dumitrescu prende le redini della formazione di Bucarest. Dopo appena sei settimane, il 27 settembre 2010 e quindi all'ottava giornata del campionato rumeno, a seguito delle contestazioni da parte dei tifosi dopo il pareggio interno (1-1) contro l'Astra Ploiești, torna alla guida della formazione Marius Lăcătuș, dopo le dimissioni di Dumitrescu. In Europa League lo Steaua viene inserito nel girone K insieme a Liverpool, Napoli ed Utrecht. La squadra rumena è eliminata dal Napoli nella partita del San Paolo terminata 1-0 per i partenopei, che si qualificano come secondi in classifica dietro il Liverpool. L'8 marzo 2011 il tecnico Marius Lăcătuș si dimette dopo la sconfitta 0-3 contro il Brasov. Al suo posto subentra Sorin Cartu, ex allenatore del CFR Cluj, che firma un contratto trimestrale, ma anche Cartu si dimette dopo il pareggio contro il Pandurii (1-1). Al suo posto arriva Cosmin Olăroiu, che vince la coppa nazionale contro la grande rivale Dinamo (2-1) e porta la Steaua al quinto posto in campionato.
Per la stagione successiva la Steaua sceglie come allenatore Ronny Levy, ma il 30 settembre 2011, dopo il pareggio contro l'AEK Larnaca (1-1) in Europa League, Levy si dimette e al suo posto arriva Ilie Stan, che vince per 2-1 contro l'Oțelul e porta la squadra ai sedicesimi di Europa League. Qui la Steaua perde per 1-0 entrambe le partite contro il Twente ed è eliminata. Stan si dimette dopo il pareggio (0-0) contro il Gaz Metan Mediaș e al suo posto torna Mihai Stoichiță, che guida la Steaua al terzo posto in classifica.

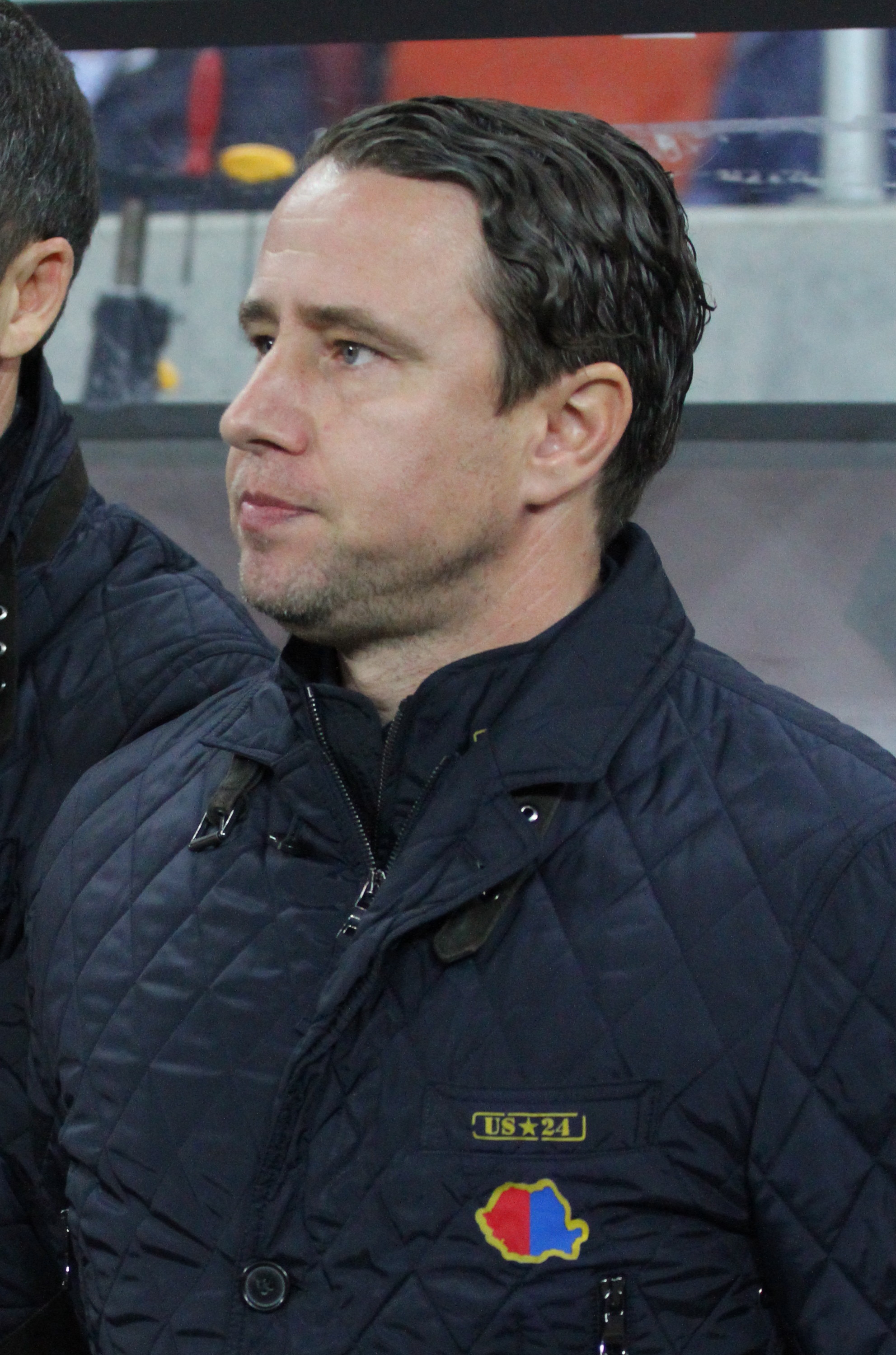
Laurențiu Reghecampf, già calciatore della Steaua Bucarest, ha vinto due titoli rumeni da giocatore e due da allenatore del club.

Nella stagione 2012-2013 la squadra della capitale, allenata dall'ex calciatore del club Laurențiu Reghecampf, torna a laurearsi campione di Romania (con 16 punti di vantaggio sulla seconda) dopo sette anni e per la ventiquattresima volta nella propria storia. In Europa League la Steaua, dopo aver eliminato l'Ajax, si ferma agli ottavi della competizione, eliminata dal Chelsea poi vincitore del trofeo.
Nella stagione seguente, sotto la guida di Reghecampf, la squadra arriva ai gironi di Champions League, dove ottiene 3 punti in 6 partite. Incontra Chelsea, Schalke 04 e Basilea. Vince nuovamente il campionato, ma perde la coppa nazionale nella finale contro l'Astra Giurgiu (4-2 ai tiri di rigore).
Frattanto tuttavia il Ministerul Apărării Naționale (Ministero della Difesa rumeno), insoddisfatto della gestione del club da parte di Becali, contesta giudiziariamente la liceità della privatizzazione del 1998: nel dicembre 2014 l'alta corte nazionale revoca alla società il diritto d'uso dello stemma storico della Steaua e dello stadio Ghencea: la squadra è costretta così a trasferirsi per alcune partite interne nello stadio di Pitești, riuscendo a rientrare nella capitale solo dopo essersi accordato per usufruire in pianta stabile dell'Arena Națională.
Nel 2014-2015 la Steaua del nuovo allenatore Constantin Gâlcă vince il campionato per la terza stagione consecutiva, prevalendo per tre punti sul Târgu Mureș, secondo classificato, e vince la sua ventiduesima Coppa di Romania battendo in finale l'U Cluj per 3-0.
La stagione 2015-2016 inizia con le dimissioni dell'allenatore Mirel Rădoi, subito rientrate, a seguito della sconfitta per 3-0 nel play-off di Europa League contro il Rosenborg. Il 29 novembre 2015 Radoi si dimette definitivamente dopo la sconfitta (1-0) contro l'Astra Giurgiu capolista, con la squadra quarta in classifica a dieci punti dalla vetta. Il 4 dicembre gli subentra il rientrante Laurențiu Reghecampf. Il club della capitale si piazza, dopo ventiquattro giornate, al quarto posto nella prima fase del campionato rumeno, a quattro punti dall'Astra Giurgiu. Nella poule scudetto si piazza seconda, a otto punti dall'Astra, con un bilancio di cinque vittorie, tre pareggi e due sconfitte in dieci partite.
Il 31 marzo 2017 il tribunale supremo accoglie un'ulteriore ricorso del Ministero della Difesa rumeno, obbligando la società a rinunciare anche alla denominazione Steaua (riavocata all'esercito): la società di Becali cambia dunque ufficialmente nome in Fotbal Club FCSB, continuando però ad utilizzare informalmente il nome di Steaua Bucarest (avallata in tal senso da UEFA e federcalcio rumena). Nella stagione 2016-2017 l'FCSB si piazza seconda nella stagione regolare della Liga I, a quattro punti dal Viitorul Costanza allenato dall'ex bandiera rossoblù Gheorghe Hagi e a pari merito con il Viitorul in vetta alla graduatoria nella poule scudetto. A vincere il titolo è però il Viitorul grazie agli scontri diretti favorevoli.
Nella stagione 2017-2018 siede sulla panchina della Steaua Nicolae Dică, ex calciatore della squadra, con cui il FCSB si piazza secondo in campionato e seconda nella poule scudetto ed è eliminato ai sedicesimi di finale di Europa League dalla Lazio. Nell'annata seguente la squadra di Dică manca la qualificazione alla fase a gironi di UEFA Europa League perdendo il play-off contro il Rapid Vienna ed è eliminata dalla Coppa di Romania già agli ottavi di finale. Dopo la sconfitta interna del 22 dicembre 2018 contro la capolista CFR Cluj, con la squadra al secondo posto in campionato, Dică si dimette. Al suo posto la dirigenza ingaggia Mihai Teja, reduce da una buona prima parte di stagione alla guida del Gaz Metan Mediaș. L'annata si chiude nuovamente al secondo posto nella stagione regolare e al secondo posto nella poule scudetto.
Nel 2019-2020 la panchina è affidata a Bogdan Vintilă, che porta il FCSB alla vittoria della Coppa di Romania (1-0 in finale contro il Sepsi) e al quarto posto in campionato, poi divenuto quinto posto nella poule scudetto. L'annata seguente vede in panchina il tecnico Anton Petrea, con cui la squadra vince la stagione regolare, ma si piazza seconda nella poule scudetto. Nel 2021-2022 si avvicendano sulla panchina del club Dinu Todoran, Edward Iordănescu e il rientrante Anton Petrea, che chiude con il secondo posto nella poule scudetto.

## Colori e simboli

### Colori
Nel primo anno d'esistenza (dal 1947 al 1948) l'ASA București adottava un completo da gioco che si componeva di una maglia palata giallo-rossa con calzoncini blu, onde richiamare i colori della bandiera della Romania
Già sul finire del 1947, mentre si completava il passaggio della forma istituzionale dello stato rumeno da monarchica a repubblicana socialista, l'esercito dismise il giallo quale colore istituzionale, mantenendo unicamente il rosso e il blu, che dal 1948 divennero le sole tinte sociali della polisportiva.
La Steaua non ha mai avuto uno schema fisso per le proprie maglie: il template più frequentemente utilizzato consiste in una combinazione di maglia rossa, pantaloncini blu e calzettoni rossi. La squadra ha tuttavia sfoggiato anche completi monocromi rossi o blu, o ancora maglie strisciate rosse e blu (segnatamente negli anni 1960 e 1970). Non sono poi mancate soluzioni cromatiche differenti: in occasione della finale di Coppa dei Campioni 1985-1986 i giocatori della Steaua vestirono un completo Adidas bianco (minimamente rifinito in rosso). Tra le altre divise "stravaganti" si segnalano il completo per le gare esterne della stagione 1999–2000 (articolato sui colori giallo e rosso), il terzo completo del biennio 2005–2006 (giallo-nero), i capi esterni dei periodi 2008–2012 e 2014–2016 (gialli) e ancora la seconda maglia del triennio 2012-2014 (azzurra, blu e bianca).

### Simboli ufficiali
Il 1948 portò in dote all'ASA anche il primo stemma sociale, il quale venne modellato a somiglianza di uno degli emblemi dell'Armata Rossa sovietica: uno scudo circolare azzurro bordato d'oro, contenente una stella rossa a cinque punte a sua volta dai profili aurei, con all'interno la lettera A egualmente color oro.
Due anni dopo, allorché l'ASA divenne CCA, lo stemma venne ulteriormente elaborato: una stella rossa a cinque punte contenente la sigla CCA (a lettere bianche), racchiusa da una corona d'alloro aurea serrata da un nastro blu.
La stella divenne assoluta ed iconica protagonista della simbologia sociale nel 1961, quando la CCA mutò denominazione in CSA Steaua. In tale frangente lo stemma fu ulteriormente sostituito da un doppio scudetto palato rosso-blu internamente (con al centro una stella aurea a cinque punte) e bianco nella cornice (atta a contenere il disegno stilizzato di due ramoscelli d'alloro e la nuova ragione sociale, a lettere stampatelle d'oro).
Nel 1974 lo stemma cambiò nuovamente, andando a rassomigliare vagamente alla celebre "pentola" del Barcellona: uno scudetto palato rosso-blu (con stella gialla a cinque punte) nella parte bassa, monocromo blu (con denominazione sociale a lettere gialle) nella parte superiore.
Tale versione resistette fino al 1991, allorché questo simbolo (ritenuto un retaggio del regime di Ceausescu) venne accantonato: il nuovo scudetto della Steaua manteneva la palatura rosso-blu (con sole tre strisce, più larghe delle precedenti) e dismetteva del tutto il colore giallo (sostituito dal bianco). Al centro dell'insieme campeggiava infatti un'aquila monocefala con due spade strette nelle zampe (nuovo simbolo dell'esercito romeno) e uno scudettino rosso-blu caricato di una stella bianca al centro del petto, unitamente a un cartiglio recante il motto olimpico Citius, Altius, Fortius. La denominazione sociale (ove il nome Steaua risultava molto più invasivo rispetto al toponimo della capitale) si collocava nella fascia superiore dello scudo.
Con la privatizzazione del 1998 lo stemma fu minimamente modificato: in capo allo scudo si aggiunse un piccolo cartiglio rosso con la dicitura Fotbal Club (a rimarcare la nuova natura di club privato) e a sovrastare l'insieme apparvero due stelle gialle (celebrative dei 20 titoli nazionali conquistati).
Un cambio di governance, nel 2003, portò tuttavia al recupero del vecchio stemma del 1974, il quale fu minimamente ammodernato: venne aggiunta una punta centrale sopra lo scudo, il giallo venne limitato alla sola stella e il nome societario fu riscritto con un più moderno carattere tipografico. Anche in questo caso il disegno fu integrato dalle due stelle celebrative in capo all'insieme.
L'invalidazione giudiziaria della privatizzazione del club, sancita il 3 dicembre 2014 dalla corte suprema fece perdere al club (ridenominato FCSB) i diritti d'uso su stemmi e denominazioni storiche. Dopo alcune settimane trascorse senza uno stemma sociale, nel gennaio 2015 la società ha implementato un nuovo identificativo costituito da un cerchio blu con una sorta di croce greca rossa sormontata da una stella gialla a otto punte. La sigla FCSB è presente sotto forma di una lettera inscritta in ciascun braccio di detta croce.

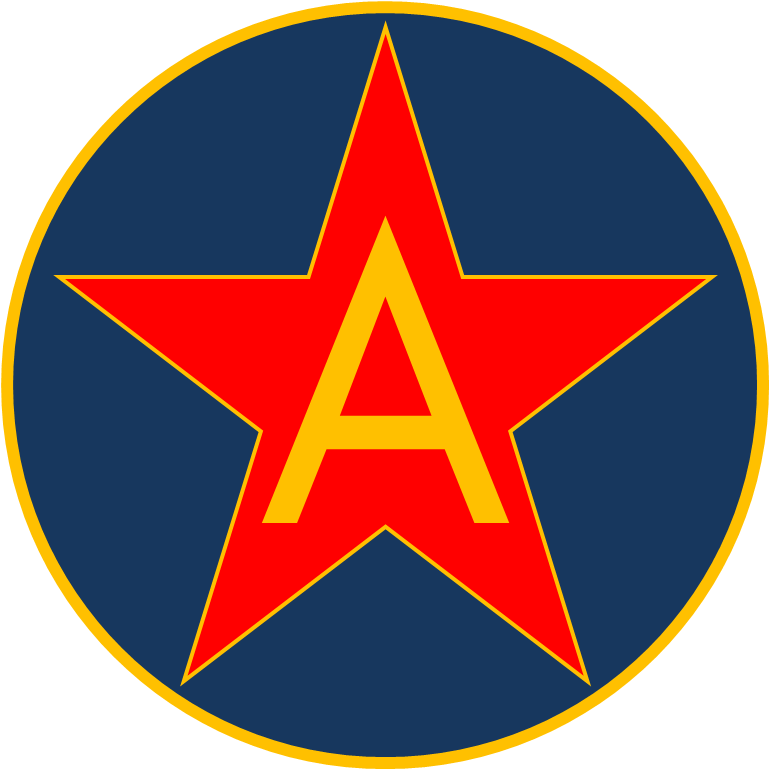
1948-1950
1975-1991
1991-1998
1998-2003
2003-2015
Dal 2015

## Strutture

### Stadio
La selezione calcistica dell'ASA Bucarest (poi Steaua) giocò i primi tre incontri della propria storia allo stadio Venus della capitale rumena, inaugurato nel 1931 e precedentemente adottato dal Venus București, altro club cittadino dissoltosi nel 1949.
Dopo che tale impianto fu abbattuto, la Steaua utilizzò a rotazione come campi interni i due maggiori stadi di Bucarest: lo stadio Republicii (costruito nel 1926 con l'intitolazione stadio ONEF - poi mutata in ANEF - e demolito nel 1984 per far spazio al nuovo palazzo del Parlamento) e lo stadio Nazionale (costruito nel 1953 con la denominazione stadio 23 Agosto). Quest'ultimo in particolare, data la sua maggiore capienza di pubblico, era utilizzato per la disputa di partite stracittadine (contro le altre squadre di Bucarest) e per le coppe continentali.
Dal 9 aprile 1974 la Steaua elesse a proprio campo interno stabile lo stadio Ghencea, costruito alla periferia sud-occidentale della capitale nel quadro del Complexul Sportiv Steaua (il complesso polisportivo di proprietà del Ministero della Difesa rumeno, costruito sul sito di una dismessa base militare): la prima partita che vi disputò fu un'amichevole contro l'OFK Belgrado. Il Ghencea fu il primo stadio della Romania dedicato vocazionalmente alla sola pratica calcistica: esso era infatti privo di infrastrutture per altri sport (quali pista d'atletica leggera o velodromo) e gli spalti affacciavano direttamente sul prato.
Quest'ultimo impianto aveva originariamente una capienza di 30 000 posti a sedere; un intervento di ristrutturazione praticato nel 1991 la ridusse a 28 365 unità; dopo un secondo intervento nel 2006, fu possibile classificarlo nella categoria 3 della UEFA e di disputarvi le partite valide per la massima coppa continentale.
A partire dal 2011 la Steaua scelse di giocare le gare di maggior richiamo nella neo-costruita Arena Națională; dopo essere stata "sfrattata" dal Ghencea nel 2014, il club (poi divenuto FCSB) ha dapprima giocato transitoriamente a Pitești, per poi adottare l'Arena Națională come solo e unico campo casalingo.

## Società

### Sponsor
| Cronologia degli sponsor tecnici - 1976–2002 Adidas - 2002–oggi Nike | Cronologia degli sponsor ufficiali - 1988–1990 Ford - 1990–1991 Castrol - 1991–1994 Philips - 1994–1995 CBS - 1995–1996 BRCE - 1996–1997 Bancorex - 1997–1999 Dialog - 2000–2002 BCR - 2002–2007 RAFO - 2007–2008 CitiFinancial - 2008–2009 Citibank - 2009–2010 Sportingbet - 2015–2019 NetBet - 2010–2021 City Insurance |

## Allenatori e presidenti

### Allenatori
Gli allenatori del club sono stati:
- 1948  Coloman Braun-Bogdan
- 1948–1949  Colea Vâlcov
- 1950  Francisc Rónay 1950
- 1951–1953  Gheorghe Popescu I
- 1953–1954  Francisc Rónay
- 1954–1956  Ilie Savu
- 1957–1958  Ștefan Dobay
- 1957–1958  Ilie Savu
- 1958  Angelo Niculescu
- 1958–1960  Gheorghe Popescu I
- 1960–1961  Ștefan Onisie
- 1961  Eugen Mladin
- 1962  Gheorghe Popescu I
- 1962–1963  Ștefan Onisie
- 1963–1964  Gheorghe Ola
- 1964–1967  Ilie Savu
- 1967–1971  Ștefan Kovacs
- 1971  Ștefan Onisie
- 1971–1972  Valentin Stănescu
- 1972–1973  Gheorghe Constantin
- 1973–1975  Constantin Teașcă
- 1975–1978  Emerich Jenei
- 1978–1981  Gheorghe Constantin
- 1981  Traian Ionescu
- 1981–1983  Constantin Cernăianu
- 1983–1984  Emerich Jenei
- 1984  Florin Halagian
- 1984–1986  Emerich Jenei
- 1986–1990  Anghel Iordănescu
- 1990  Costică Ștefănescu
- 1991  Bujor Hălmăgeanu
- 1991  Emerich Jenei
- 1992  Victor Pițurcă
- 1992–1993  Anghel Iordănescu
- 1993–1994  Emerich Jenei
- 1994–1997  Dumitru Dumitriu
- 1997–1998  Mihai Stoichiță
- 1998–2000  Emerich Jenei
- 2000–2002  Victor Pițurcă
- 2002  Cosmin Olăroiu
- 2002–2004  Victor Pițurcă
- 2004–2005  Walter Zenga
- 2005  Dumitru Dumitriu
- 2005  Oleh Protasov
- 2005–2007  Cosmin Olăroiu
- 2007  Gheorghe Hagi
- 2007  Massimo Pedrazzini
- 2007–2008  Marius Lăcătuș
- 2008  Dorinel Munteanu
- 2009  Marius Lăcătuș
- 2009  Cristiano Bergodi
- 2009–2010  Mihai Stoichiță
- 2010  Victor Pițurcă
- 2010  Ilie Dumitrescu
- 2010–2011  Marius Lăcătuș
- 2011  Sorin Cârțu
- 2011  Cosmin Olăroiu
- 2011  Ronny Levy
- 2011–2012  Ilie Stan
- 2012  Mihai Stoichiță
- 2012–2014  Laurențiu Reghecampf
- 2014–2015  Constantin Gâlcă
- 2015–2017  Laurențiu Reghecampf
- 2017–2018  Nicolae Dică
- 2019  Mihai Teja
- 2019–2020  Bogdan Vintilă
- 2020–2021  Anton Petrea
- 2021  Dinu Todoran
- 2021  Edward Iordănescu
- 2021–2022  Anton Petrea
- 2022–2023  Nicolae Dică
- 2023-  Elias Charalambous

### Presidenti
- 1947–1948  Oreste Alecsandrescu
- 1948  Nicolae Petre Draga
- 1948–1949  Vasile Mesaroș
- 1949  Policarp Dovăcescu
- 1949–1951  Alexandru Florescu
- 1952–1953  Edgar Gâță
- 1953–1954  Alexandru Florescu
- 1954  Ilie Savu
- 1954–1958  Ștefan Alexiu
- 1958–1961  Ioan Teodorescu
- 1961–1964  Aurelian Budeanu
- 1964–1975  Maximilian Pandele
- 1975–1980  Gheorghe Drăgănescu
- 1980–1983  Aurel Ion
- 1983–1984  Cornel Oțelea
- 1984–1985  Ioan Popescu
- 1985–1989  Nicolae Gavrilă
- 1989–1990  Constantin Tănase
- 1990–1991  Nicolae Gavrilă
- 1991–1997  Cornel Oțelea
- 1997–1998  Cristian Gațu
- 1998–2000  Gheorghe Cernat
- 1998–2003  Viorel Păunescu
- 2002–2007  Mihai Stoica
- 2003–2007  George Becali
- 2005–2007  Marius Lăcătuș
- 2007–  Valeriu Argăseală
- 2010–2020  Helmuth Duckadam

## Palmarès

### Competizioni nazionali
- Campionato rumeno: 28  (record)

1951, 1952, 1953, 1956, 1959-1960, 1960-1961, 1967-1968, 1975-1976, 1977-1978, 1984-1985, 1985-1986, 1986-1987, 1987-1988, 1988-1989, 1992-1993, 1993-1994, 1994-1995, 1995-1996, 1996-1997, 1997-1998, 2000-2001, 2004-2005, 2005-2006, 2012-2013, 2013-2014, 2014-2015, 2023-2024, 2024-2025
- Coppa di Romania: 24  (record)

1948-49, 1950, 1951, 1952, 1955, 1961-1962, 1965-1966, 1966-1967, 1968-1969, 1969-1970, 1970-1971, 1975-1976, 1978-1979, 1984-1985, 1986-1987, 1987-1988, 1988-1989, 1991-1992, 1995-1996, 1996-1997, 1998-1999, 2010-2011, 2014-2015, 2019-2020
- Supercoppa di Romania: 8  (record)

1994, 1995, 1998, 2001, 2006, 2013, 2024, 2025
- Coppa di lega rumena: 2 (record)

2014-2015, 2015-2016

### Competizioni internazionali
- Coppa dei Campioni/UEFA Champions League: 1  (record rumeno)

1985-1986
- Supercoppa UEFA: 1  (record rumeno)

1986

## Tifoseria
La Steaua ha il più alto numero di sostenitori di qualsiasi squadra in Romania. Un sondaggio condotto nel giugno 2007 ha suggerito che il club rappresenta circa il 42% di tutti gli amanti del calcio romeno, molto più delle squadre classificate al secondo e terzo posto, Dinamo București, con il 12%, e Rapid București, con il 9%.
La più grande concentrazione di tifosi si trova a Bucarest, in particolare nelle aree adiacenti all'arena, che coprono l'intera metà meridionale di Bucarest, una città divisa geograficamente dal fiume Dâmbovița. Inoltre, il club ha un'importante base di tifosi all'interno del paese, dove diverse città sono rinomate per contare la stragrande maggioranza dei sostenitori della Steaua, e fuori dai confini, tra gli emigranti rumeni.

### Storia

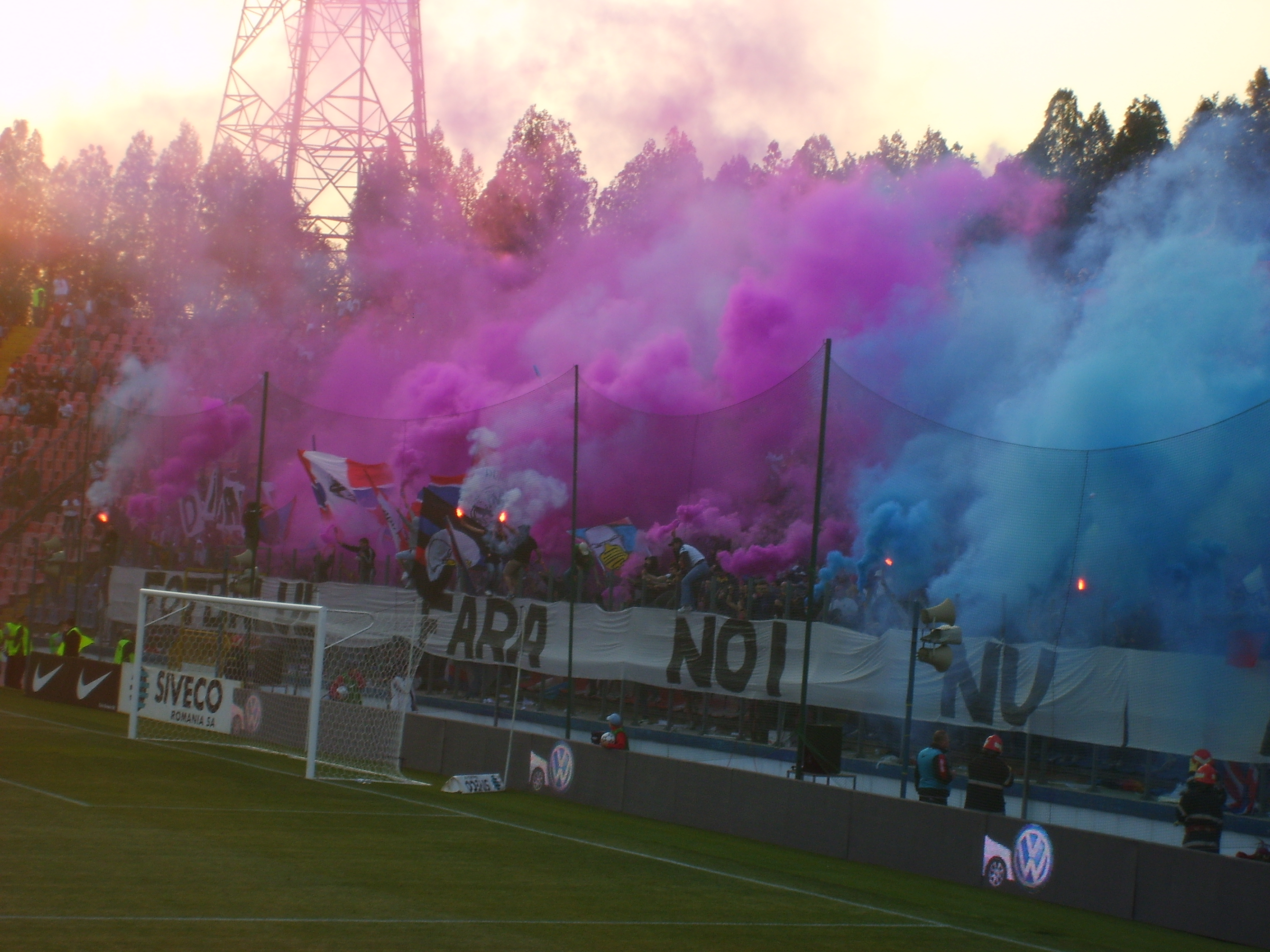
Peluza Nord 1995 nel 2008

Il movimento Steaua Ultras iniziò nel 1995, quando furono stabilite le basi dell'Armata Ultra (Titan Boys 1996, Skins Berceni 1996, Insurgenții Colentina 1998, Sharks Ferentari 1997, Tineretului Korp 1998, Gruppo A Parte 1998, Ultras 1998, Brigada XXL 1999, Gruppo Est Voluntari 2000 ), il primo gruppo Ultras di Bucarest (e il secondo in Romania dopo il Commando Viola Ultra Curva Sud della Politehnica Timișoara ). Il gruppo raggiunse rapidamente un numero impressionante di membri, ma, nel 2001, si sciolse a causa di problemi interni. I sostenitori della Steaua si divisero quindi in diversi gruppi, alcuni dei quali si trovavano nella Peluza Nord 1995 ("Curva Nord" - Titan Boys 1996, Skins Berceni 1996, Sharks Ferentari 1997, Insurgenții Colentina 1998, Tineretului Korp 1998,Gruppo Est Voluntari 2000, Nucleo 2002, Tradizione 2002, Inseparabilii 2003, Desant 2005, Gherila PTM 2005, Roosters 2005, Triada 2006 ), mentre altri presero posto nella Peluza Sud ("Curva Sud" - Vacarm 2002, Stil Ostil 2003, Hunters 2004,Banda Ultra 2004, South Boys 2004, Glas 2006). Diversi gruppi importanti come Stil Ostil 2003, Banda Ultra' 2004 e South Boys 2004 si sono ritirati dall'assistere alle partite della Steaua a causa dei continui abusi del club nei loro confronti e, principalmente, a causa dell'attuale proprietà della Steaua.
I gruppi di tifosi della Steaua non supportano più la squadra attuale, in segno di protesta. I Peluza Sud hanno invece iniziato ad assistere alle partite del CSA Steaua . Tuttavia, un sondaggio online condotto da Sport.ro nel 2017 ha mostrato che dei il 95% ritiene che l'FCSB detenga la vera identità della Steaua.  Non appena il leader del gruppo Skins Berceni ha lasciato la prigione, alcuni tifosi del Peluza Nord 1995 sono tornati a sostenere la squadra in Liga I, FCSB. Finora i gruppi sono: Titan Boys 1996, Skins Berceni 1996, Insurgenții Colentina 1998, Nucleo 2002, North Boys 2022 e Slashers 2023.
Poiché la Steaua è la squadra più popolare della Romania, ci sono, oltre a Bucarest , diverse città che contano la grande maggioranza di tifosi rossoblu tra gli amanti del calcio. In generale, queste città sono predominanti nella metà orientale del paese, in particolare nelle regioni della Moldavia, della Grande Valacchia e della Dobrugia settentrionale . Città come Suceava, Piatra Neamț, Bacău, Galati, Costanza, Buzău, Brăila, Târgovişte, Călăraşi, Râmnicu Vâlcea, Târgu Jiu, Brasov, Oradea, Sibiu, Targu Mureș o Petroșani godono di una grande maggioranza di tifosi della Steaua che spesso sono ben accolti anche dai tifosi delle squadre locali.
Il club è popolare anche fuori dai confini, in particolare tra gli emigranti rumeni. La Comunità Valenciana in Spagna conta un numero importante di sostenitori, essendo l'area più importante per questa questione.

### Gemellaggi e rivalità
I tifosi dello Steaua mantengono anche buoni rapporti con i tifosi del CSKA Sofia della Bulgaria, con i quali condividono la comune radice di aver rappresentato le squadre dei loro eserciti nazionali. Le basi di questi rapporti risalgono a un incontro di Coppa UEFA nel 2004 tra i due club. Alcuni ultras sono anche amici degli ultras di UTA Arad, Corvinul Hunedoara e Farul Constanța, NEC Nijmegen, PAOK FC, CSKA Mosca e Partizan Belgrado . Inoltre, gli incontri europei contro il Panathinaikos nel 1998 e lo Slavia Praga nel 1999 sono stati i presupposti per stabilire contatti con i tifosi rivali dell'Olympiacos della Grecia e dello Sparta Praga della Repubblica Ceca, rispettivamente.

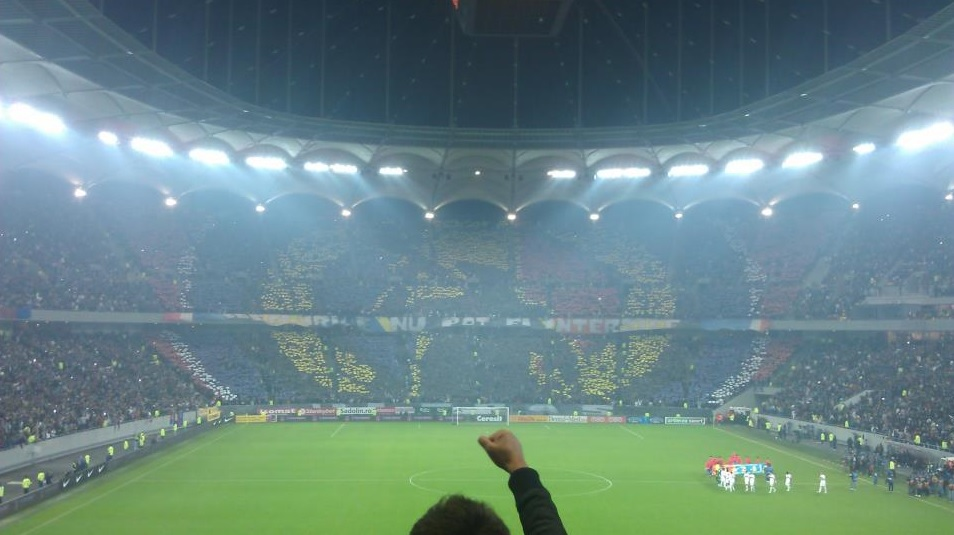
Un derby eterno giocato all'Arena Națională

La rivalità più importante della Steaua è quella contro la Dinamo București . L'Eternul derby ("L'eterno derby") è stato il principale incontro di calcio rumeno dal 1948, poiché Steaua e Dinamo sono le due squadre di calcio di maggior successo nel paese. Finora sono state giocate più di 150 partite tra Steaua e Dinamo nel campionato rumeno, nella Coppa di Romania e anche nella Supercoppa rumena.  Con 44 titoli combinati (Steaua - 26; Dinamo - 18), le due squadre ne hanno vinti 36 in più del terzo club di maggior successo della Liga I, il Venus București . 
Si tratta anche di una partita tra gli ex club dell'esercito rumeno (Steaua) e il Ministero degli affari interni (Dinamo). Diversi scontri tra diverse fazioni di sostenitori si sono spesso verificati e si verificano ancora dentro e fuori lo stadio. Il periodo di massimo splendore è stato raggiunto prima del calcio d'inizio di una partita nel 1997, quando i tifosi della Dinamo hanno incendiato un settore del Curva Sud dello Stadio Ghencea, dove erano assegnati.  Il 16 agosto 2016, durante la sconfitta per 0-5 dello Steaua nei play-off di Champions League contro il Manchester City, i tifosi della Dinamo sotto copertura hanno mostrato un enorme messaggio con la scritta Doar Dinamo București ("Solo Dinamo Bucarest"), che è stato etichettato come uno degli scherzi più grandi nella storia del calcio. 
Tra l'ottobre 1991 e l'aprile 2000, la Steaua ha contato 19 partite ufficiali imbattute contro i suoi rivali, sia in campionato che in coppa. Inoltre, è stato registrato un periodo di 17 anni e 7 mesi in cui la Dinamo non è riuscita a vincere in trasferta contro la Steaua nel campionato nazionale. 
La seconda rivalità più importante è stata quella con il Rapid București, spesso chiamata derby di Bucarest . Diverse partite nel corso degli anni tra Steaua e Rapid si sono concluse con gravi scontri tra tifosi. I due club si sono incontrati più di 140 volte, a partire dalla vittoria per 1-0 del Rapid il 4 novembre 1947. Il conflitto è diventato ancora più feroce dopo che lo Steaua ha superato il Rapid in un quarto di finale tutto rumeno della Coppa UEFA 2005-06 . Il conflitto tra i tifosi è diventato ancora più feroce da allora. La rivalità si estende anche ad altri sport. I giornali sportivi locali hanno affermato che le due squadre sono state collegate in questo quarto di finale dalla linea del tram numero 41 che collega lo Stadio Ghencea allo Stadio Valentin Stănescu . La rivalità si estende anche ad altri sport.
Rivalità più lievi e storiche ci sono anche con squadre non con sede a Bucarest, come CFR Cluj, U Craiova, Politehnica Timișoara, Petrolul Ploiesti, U Cluj. 

## Statistiche e record

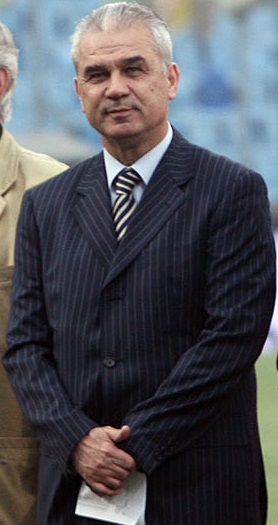
Anghel Iordănescu, simbolo della Steaua dal 1968 al 1982, e miglior marcatore di tutti i tempi del club.

- Partecipazioni al Campionato nazionale: 70
- Partecipazione alla Coppa dei Campioni/UEFA Champions League: 25
- Partecipazioni alla Coppa UEFA/UEFA Europa League: 17
- Partecipazioni alla Coppa delle Coppe: 11
- Partecipazioni alla Supercoppa UEFA: 1
- Partecipazioni alla Coppa Intercontinentale: 1

### Statistiche individuali
| Record di presenze - 369 Tudorel Stoica (1975–1989, 1990–1991) - 357 Marius Lăcătuș (1983–1990, 1993–2000) - 317 Anghel Iordănescu (1968–1982, 1985–1986) - 313 Iosif Vigu (1966–1973, 1974–1980) - 291 Ștefan Iovan (1980–1990, 1992–1993) - 274 Ștefan Sameș (1973–1983) - 271 Lajos Sătmăreanu (1965–1975) - 264 Gheorghe Constantin (1954–1969) - 264 Teodor Anghelini (1974–1983) - 234 Gavril Balint (1980–1990) | Record di reti - 155 Anghel Iordănescu (1968–1982, 1985–1986) - 148 Gheorghe Constantin (1954–1969) - 137 Victor Pițurcă (1983–1989) - 106 Florea Voinea (1961–1970, 1972–1973) - 98 Marius Lăcătuș (1983–1990, 1993–2000) - 94 Marcel Răducanu (1972–1981) - 88 Ion Alecsandrescu (1950–1951, 1953–1961) - 77 Viorel Năstase (1971–1980) - 76 Gheorghe Hagi (1986–1990) - 75 Ilie Dumitrescu (1986–1994, 1998–1999) |

## Organico

### Rosa 2025-2026
| N. |                                 | Ruolo | Calciatore        |
| -- | ------------------------------- | ----- | ----------------- |
| 2  | Romania (bandiera)              | D     | Valentin Crețu    |
| 4  | Bosnia ed Erzegovina (bandiera) | D     | Daniel Graovac    |
| 5  | Camerun (bandiera)              | D     | Joyskim Dawa      |
| 6  | Romania (bandiera)              | D     | Andrei Dăncuș     |
| 7  | Romania (bandiera)              | A     | Denis Alibec      |
| 8  | Romania (bandiera)              | C     | Adrian Șut        |
| 9  | Romania (bandiera)              | A     | Daniel Bîrligea   |
| 10 | Romania (bandiera)              | C     | Florin Tănase     |
| 11 | Romania (bandiera)              | A     | David Miculescu   |
| 12 | Benin (bandiera)                | D     | David Kiki        |
| 15 | Romania (bandiera)              | A     | Marius Ștefănescu |
| 16 | Romania (bandiera)              | C     | Mihai Lixandru    |
| 17 | Romania (bandiera)              | D     | Mihai Popescu     |
| 18 | Francia (bandiera)              | C     | Malcom Edjouma    |
| 20 | Romania (bandiera)              | A     | Dennis Politic    |
| 21 | Romania (bandiera)              | D     | Vlad Chiricheș    |
| 22 | Romania (bandiera)              | A     | Mihai Toma        |

| N. |                       | Ruolo | Calciatore              |
| -- | --------------------- | ----- | ----------------------- |
| 23 | Romania (bandiera)    | D     | Ionuț Cercel            |
| 25 | Romania (bandiera)    | C     | Ovidiu Perianu          |
| 27 | Romania (bandiera)    | C     | Darius Olaru (capitano) |
| 28 | Romania (bandiera)    | D     | Alexandru Pantea        |
| 29 | Romania (bandiera)    | D     | Laurențiu Vlăsceanu     |
| 30 | Sudafrica (bandiera)  | D     | Siyabonga Ngezana       |
| 31 | Italia (bandiera)     | C     | Juri Cisotti            |
| 32 | Romania (bandiera)    | P     | Ștefan Târnovanu        |
| 33 | Montenegro (bandiera) | D     | Risto Radunović         |
| 34 | Romania (bandiera)    | P     | Mihai Udrea             |
| 37 | Romania (bandiera)    | A     | Octavian Popescu        |
| 38 | Rep. Ceca (bandiera)  | P     | Lukáš Zima              |
| 39 | Francia (bandiera)    | A     | Jordan Gele             |
| 42 | Ghana (bandiera)      | C     | Baba Alhassan           |
| 77 | Romania (bandiera)    | C     | Andrei Gheorghiță       |
| 90 | Romania (bandiera)    | A     | Alexandru Stoian        |

### Rosa 2024-2025
| N. |                    | Ruolo | Calciatore        |
| -- | ------------------ | ----- | ----------------- |
| 1  | Romania (bandiera) | P     | Mihai Udrea       |
| 2  | Romania (bandiera) | D     | Valentin Crețu    |
| 5  | Camerun (bandiera) | D     | Joyskim Dawa      |
| 6  | Romania (bandiera) | D     | Andrei Dăncuș     |
| 7  | Romania (bandiera) | C     | Florin Tănase     |
| 8  | Romania (bandiera) | C     | Adrian Șut        |
| 9  | Romania (bandiera) | A     | Daniel Bîrligea   |
| 10 | Romania (bandiera) | A     | Octavian Popescu  |
| 11 | Romania (bandiera) | A     | David Miculescu   |
| 12 | Benin (bandiera)   | D     | David Kiki        |
| 15 | Romania (bandiera) | A     | Marius Ștefănescu |
| 16 | Romania (bandiera) | C     | Mihai Lixandru    |
| 17 | Romania (bandiera) | D     | Mihai Popescu     |
| 18 | Francia (bandiera) | C     | Malcom Edjouma    |
| 20 | Romania (bandiera) | A     | Denis Colibășanu  |
| 21 | Romania (bandiera) | D     | Vlad Chiricheș    |

| N. |                       | Ruolo | Calciatore        |
| -- | --------------------- | ----- | ----------------- |
| 22 | Romania (bandiera)    | A     | Mihai Toma        |
| 23 | Romania (bandiera)    | D     | Ionuț Cercel      |
| 24 | Belgio (bandiera)     | C     | William Baeten    |
| 25 | Romania (bandiera)    | A     | Alexandru Băluță  |
| 27 | Romania (bandiera)    | C     | Darius Olaru      |
| 28 | Romania (bandiera)    | D     | Alexandru Pantea  |
| 29 | Romania (bandiera)    | C     | Alexandru Musi    |
| 30 | Sudafrica (bandiera)  | D     | Siyabonga Ngezana |
| 31 | Italia (bandiera)     | C     | Juri Cisotti      |
| 32 | Romania (bandiera)    | P     | Ștefan Târnovanu  |
| 33 | Montenegro (bandiera) | D     | Risto Radunović   |
| 38 | Rep. Ceca (bandiera)  | P     | Lukáš Zima        |
| 39 | Francia (bandiera)    | A     | Jordan Gele       |
| 42 | Ghana (bandiera)      | C     | Baba Alhassan     |
| 77 | Romania (bandiera)    | C     | Andrei Gheorghiță |
| 90 | Romania (bandiera)    | A     | Alexandru Stoian  |

### Rosa 2021-2022
Aggiornata all'11 febbraio 2022.
| N. |                    | Ruolo | Calciatore        |
| -- | ------------------ | ----- | ----------------- |
| 1  | Romania (bandiera) | P     | Cătălin Straton   |
| 2  | Romania (bandiera) | D     | Valentin Crețu    |
| 3  | Romania (bandiera) | D     | Ionuț Panțîru     |
| 4  | Romania (bandiera) | D     | George Miron      |
| 7  | Romania (bandiera) | A     | Florinel Coman    |
| 8  | Romania (bandiera) | C     | Adrian Șut        |
| 9  | Romania (bandiera) | A     | Octavian Popescu  |
| 10 | Romania (bandiera) | C     | Florin Tănase     |
| 13 | Romania (bandiera) | A     | Andrei Dumiter    |
| 17 | Romania (bandiera) | D     | Iulian Cristea    |
| 18 | Francia (bandiera) | C     | Malcom Edjouma    |
| 19 | Romania (bandiera) | A     | Ianis Stoica      |
| 20 | Romania (bandiera) | A     | Andrei Burlacu    |
| 21 | Romania (bandiera) | D     | Florin Achim      |
| 22 | Romania (bandiera) | A     | Valentin Gheorghe |

| N. |                       | Ruolo | Calciatore       |
| -- | --------------------- | ----- | ---------------- |
| 23 | Romania (bandiera)    | C     | Ovidiu Popescu   |
| 25 | Romania (bandiera)    | C     | Ovidiu Perianu   |
| 26 | Romania (bandiera)    | C     | Răzvan Oaidă     |
| 27 | Romania (bandiera)    | C     | Darius Olaru     |
| 28 | Romania (bandiera)    | A     | Claudiu Keșerü   |
| 30 | Romania (bandiera)    | C     | Alexandru Musi   |
| 31 | Croazia (bandiera)    | A     | Ivan Mamut       |
| 32 | Romania (bandiera)    | P     | Ștefan Târnovanu |
| 33 | Montenegro (bandiera) | D     | Risto Radunović  |
| 55 | Brasile (bandiera)    | D     | Paulo Vinícius   |
| 77 | Romania (bandiera)    | D     | Sorin Șerban     |
| 98 | Romania (bandiera)    | A     | Andrei Cordea    |
| 99 | Romania (bandiera)    | P     | Andrei Vlad      |
|    | Romania (bandiera)    | P     | Alexandru Maxim  |

### Rosa 2020-2021
Aggiornata al 29 ottobre 2020.
| N. |                    | Ruolo | Calciatore         |
| -- | ------------------ | ----- | ------------------ |
| 1  | Romania (bandiera) | P     | Cătălin Straton    |
| 2  | Romania (bandiera) | D     | Valentin Crețu     |
| 3  | Romania (bandiera) | D     | Ionuț Panțîru      |
| 4  | Romania (bandiera) | D     | George Miron       |
| 5  | Romania (bandiera) | C     | Gabriel Simon      |
| 6  | Romania (bandiera) | D     | Marius Briceag     |
| 7  | Romania (bandiera) | A     | Florinel Coman     |
| 8  | Romania (bandiera) | D     | Lucian Filip       |
| 9  | Romania (bandiera) | A     | Sergiu Buș         |
| 10 | Romania (bandiera) | C     | Florin Tănase      |
| 11 | Romania (bandiera) | C     | Olimpiu Moruțan    |
| 16 | Romania (bandiera) | C     | Dragoș Nedelcu     |
| 17 | Romania (bandiera) | D     | Iulian Cristea     |
| 18 | Grecia (bandiera)  | D     | Aristidis Soiledis |
| 20 | Romania (bandiera) | A     | Ionuț Vînă         |

| N. |                    | Ruolo | Calciatore       |
| -- | ------------------ | ----- | ---------------- |
| 21 | Romania (bandiera) | A     | Alexandru Buziuc |
| 23 | Romania (bandiera) | C     | Ovidiu Popescu   |
| 25 | Romania (bandiera) | C     | Ovidiu Perianu   |
| 26 | Romania (bandiera) | C     | Răzvan Oaidă     |
| 27 | Romania (bandiera) | C     | Darius Olaru     |
| 28 | Romania (bandiera) | D     | Alexandru Pantea |
| 29 | Romania (bandiera) | C     | Andrei Pandele   |
| 32 | Romania (bandiera) | P     | Ștefan Târnovanu |
| 33 | Romania (bandiera) | P     | Mihai Udrea      |
| 40 | Romania (bandiera) | D     | Tefan Cană       |
| 44 | Romania (bandiera) | D     | Gabriel Enache   |
| 77 | Romania (bandiera) | C     | Alexandru Stan   |
| 89 | Romania (bandiera) | C     | Adrian Șut       |
| 97 | Romania (bandiera) | P     | Tom Niga         |
| 99 | Romania (bandiera) | P     | Andrei Vlad      |

### Rosa 2019-2020
| N. |                       | Ruolo | Calciatore       |
| -- | --------------------- | ----- | ---------------- |
| 2  | Romania (bandiera)    | D     | Valentin Crețu   |
| 3  | Romania (bandiera)    | D     | Ionuț Panțîru    |
| 4  | Romania (bandiera)    | D     | Cristian Manea   |
| 5  | Romania (bandiera)    | C     | Mihai Pintilii   |
| 6  | Romania (bandiera)    | C     | Dragoș Nedelcu   |
| 7  | Romania (bandiera)    | A     | Florinel Coman   |
| 8  | Romania (bandiera)    | C     | Lucian Filip     |
| 9  | Francia (bandiera)    | A     | Harlem Gnohéré   |
| 10 | Romania (bandiera)    | A     | Florin Tănase    |
| 11 | Romania (bandiera)    | C     | Olimpiu Moruțan  |
| 12 | Romania (bandiera)    | P     | Toma Niga        |
| 14 | Portogallo (bandiera) | C     | Thierry Moutinho |
| 15 | Serbia (bandiera)     | D     | Marko Momčilović |
| 16 | Serbia (bandiera)     | D     | Bogdan Planić    |
| 17 | Romania (bandiera)    | D     | Iulian Cristea   |

| N. |                           | Ruolo | Calciatore           |
| -- | ------------------------- | ----- | -------------------- |
| 18 | Grecia (bandiera)         | D     | Aristidīs Soiledīs   |
| 20 | Romania (bandiera)        | C     | Ionuț Vînă           |
| 21 | Romania (bandiera)        | A     | Ioan Hora            |
| 23 | Romania (bandiera)        | C     | Ovidiu Popescu       |
| 24 | Portogallo (bandiera)     | C     | Diogo Salomão        |
| 26 | Romania (bandiera)        | C     | Răzvan Oaidă         |
| 27 | Polonia (bandiera)        | A     | Łukasz Gikiewicz     |
| 34 | Romania (bandiera)        | P     | Cristian Bălgrădean  |
| 48 | Bulgaria (bandiera)       | D     | Božidar Čorbadžijski |
| 49 | Rep. del Congo (bandiera) | A     | Juvhel Tsoumou       |
| 70 | Romania (bandiera)        | D     | Claudiu Belu         |
| 77 | Romania (bandiera)        | D     | Alexandru Stan       |
| 88 | Romania (bandiera)        | C     | Adrian Popa          |
| 98 | Romania (bandiera)        | A     | Dennis Man           |
| 99 | Romania (bandiera)        | P     | Andrei Vlad          |